# Јалова (Сњина)
Јалова (слч. Jalová) насељено је мјесто са административним статусом сеоске општине (слч. obec) у округу Сњина, у Прешовском крају, Словачка Република.

## Становништво
| Година:    | 1994. | 2004.   | 2014.    | 2024.    |
| ---------- | ----- | ------- | -------- | -------- |
| Број људи: | 97    | 89      | 73       | 60       |
| Разлика:   |       | -8,24 % | -17,97 % | -17,80 % |

| Година:    | 2023. | 2024.   |
| ---------- | ----- | ------- |
| Број људи: | 63    | 60      |
| Разлика:   |       | -4,76 % |

Према подацима о броју становника из 2021. године насеље је имало 64 становника.